# Siebzehn
Pour plus de détails, voir Fiche technique et Distribution.
Siebzehn (Dix-sept) est un film autrichien réalisé par Monja Art sorti en 2017.

## Synopsis
L'action se déroule dans un contexte actuel (2010-2015), dans un lycée autrichien (relativement loin de Vienne), et dans les divers lieux où peuvent sortir et se rencontrer des jeunes de cet âge, surtout féminins, mais pas exclusivement, avec tous les jeux d'attraction, séduction, jalousie, incompréhension, exclusion... dans les soirées, les fins de semaine, et au lycée.
Paula (Elisabeth Wabitsch), une étudiante particulièrement douée en français, est amoureuse de sa camarade Charlotte (Anaelle Dézsy).
Dans le même temps, elle se sent constamment provoquée par la dissolue Lilly (Alexandra Schmidt) qui teste ses limites.
Elle vit à la maison, avec un père handicapé, et un garçon et une fille du même lycée, d'une autre classe. Les adultes sont à peu près absents, particulièrement les mères. Les enseignants sont peu nombreux, à peu près réductibles à un jeune professeur pas très à l'aise, et un chaperon féminin décalé.

## Fiche technique
- Titre : Siebzehn
- Titre international : Seventeen
- Réalisation : Monja Art
- Scénario : Monja Art
- Musique :
- Montage : Monja Art, Claudia Linzer
- Production : Ulrich Gehmacher
- Sociétés de production : Orbrock Film
- Société de distribution :
- Pays d'origine :  Autriche
- Langue : allemand, français
- Lieux de tournage : Wiener Neustadt, Lanzenkirchen, Katzelsdorf, Hochwolkersdorf
- Format : Couleurs
- Genre : Drame, romance saphique
- Durée : 104 minutes (1 h 44)
- Dates de sortie :
  -  Allemagne :
    - janvier 2017 au Festival Max Ophüls en avant-première
    - 19 février 2017 à la Berlinale
    - 27 avril 2017

  -  Autriche : 28 avril 2017
  -  États-Unis : 15 juin 2017 au Provincetown International Film Festival
  -  Hong Kong : 15 septembre 2017 au Festival du film lesbien et gay de Hong Kong
- Classification :
  - France : Interdit aux moins de 16 ans lors de sa diffusion télévisée et en vidéo à la demande.

## Distribution
- Elisabeth Wabitsch : Paula
- Anaelle Dézsy : Charlotte
- Alexandra Schmidt : Lilli
- Martina Poel : Bettina Rattei
- Susanne Gschwendtner : la professeure de français
- Reinhard Nowak : le père de Paula
- Nathalie Köbli : Jen
- Christopher Schärf (de) : l'enseignant
- Magdalena Wabitsch : Magdalena
- Vanessa Ozinger : Kathrin
- Daniel Prem : Marvin
- Peter Kubicek Busfahrer
- Leo Plankensteiner : Michael
- Alexander Wychodil : Tim
- Philipp Juda : Rauchender Schulwart
- Chantal Zitzenbacher : Claudia
- Astrid Hafner : Nathalie
- Jasmina Jovanovic : Sabsi
- Bailey : le chien de Paula